# Juan Zavala de la Puente
Juan Zavala y de la Puente, I marquès de Sierra Bullones (Lima, 27 de desembre de 1804 - Madrid, 29 de desembre de 1879) va ser un militar i polític espanyol nascut al Perú. Va ser President del Consell de Ministres d'Espanya en 1874. A més de ser I Marquès de Sierra Bullones, va ser, per dret propi i matrimoni, una vegada duc, quatre vegades marquès i cinc vegades comte.

## Biografia
Fill del peruà reialista Pedro José de Zavala y Bravo del Ribero, VII Marquès de San Lorenzo del Valleumbroso i de la dama de Lima Grimanesa de la Puente y Bravo de Lagunas, II marquesa de la Puente y Sotomayor, IV marquesa de Torreblanca i V comtessa de Villaseñor.
Després de la declaració d'independència del Perú en 1825 va tornar a la península Ibèrica. A la seva arribada a Espanya va participar en la Primera Guerra Carlista en el bàndol lleial a Isabel II que combatia contra el del pretendent Carles Maria Isidre.
Va ser comissionat per Baldomero Espartero per preparar el Conveni d'Oñate que posteriorment signarien el mateix Duc de la Victòria i el general carlista Rafael Maroto Yserns i que va posar fi a la guerra.
El seu germà Toribio Zavala, amb qui havia servit en l'Exèrcit Reial del Perú durant la guerra d'independència d'aquest país, va optar per la nacionalitat peruana, exercint una destacada carrera militar a la seva terra natal. En 1866 ostentava el rang de Coronel i acompanyat del seu fill, capità del mateix nom, va combatre en les bateries del Callao el 2 de maig d'aquest any enfront de l'esquadra espanyola dirigida per l'almirall Casto Méndez Núñez. Durant el combat pare i fill van resultar ferits, el primer d'ells de gravetat i va morir vuit dies després.
Durant el regnat d'Isabel II, va ser un dels generals que van participar, amb Leopoldo O'Donnell al capdavant, en la guerra d'Àfrica, obtenint mèrits de prestigi que li van valer el marquesat de Sierra Bullones. Ministre de Marina en els governs de la Unió Liberal, va tornar el 1874 durant el Sexenni Democràtic per a ser President del Consell de Ministres i Ministre de la Guerra.

## Descendència
Es va casar amb María del Pilar de Guzmán y de la Cerda, XXIV duquessa de Nájera, XI marquesa de Montealegre, XIII comtessa de Castronuevo, XVIII comtessa d'Oñate, XVI comtessa de Paredes de Nava i XIX comtessa de Treviño, filla de Diego Isidro de Guzmán y de la Cerda. La parella va tenir cinc fills.

## Títols
- Duc de Nájera (per matrimoni).
- I Marquès de Sierra Bullones
- III marquès de la Puente y Sotomayor
- V marquès de Torreblanca
- VIII marquès de San Lorenzo del Valleumbroso
- Marquès de Montealegre (per matrimoni)
- VI comte de Villaseñor
- Comte d'Oñate (per matrimoni)
- Comte de Paredes de Nava (per matrimoni)
- Conde de Treviño (per matrimoni)
- Condede Castronuevo (per matrimoni)
- marquès d'Aguilar de Campoo (per matrimoni)

## Ancestres
| Juan Zavala de la Puente                                         | |                                                            |
| Càrrec de govern                                                 | |                                                            |
| Precedit per: Francisco Serrano Domínguez (President del Govern) | President del Govern (Llista de Presidents del Consell de Ministres) (26 de febrer de 1874 - 3 de setembre de 1874) | Succeït per: Práxedes Mateo Sagasta (President del Govern) |